# Myung-whun Chung
Myung-whun Chung (en coreano, 정명훈; Seúl, 22 de enero de 1953) es un pianista y director de orquesta surcoreano. Obtuvo de manera conjunta el segundo premio de piano en el Concurso Internacional Chaikovski de 1974. En diversas ocasiones ha actuado y grabado junto con sus hermanas, la violinista Kyung-wha y la violonchelista Myung-wha, con las que tocan juntos como el Chung Trío.

## Carrera
Chung estudió dirección de orquesta en el Mannes College of Music y la Escuela Juilliard. También estudió piano con Maria Curcio, última y favorita pupila de Artur Schnabel. Chung fue director de orquesta asistente de la Orquesta Filarmónica de Los Ángeles durante la dirección musical de Carlo Maria Giulini y fundador de la Orquesta Filarmónica de Asia.
En Europa, Chung fue director de orquesta en jefe de la Deutsche Radio Philharmonie Saarbrücken Kaiserslautern de 1984 a 1990. Fue el principal director de orquesta invitado al Teatro Comunale de Florencia, de 1987 a 1992. Ha conducido virtualmente todas las orquestas prominentes europeas y americanas e hizo su debut en la Metropolitan Opera House de Nueva York en 1986 con Simón Boccanegra. Al final de las temporadas 1987/88, recibió el Premio Franco Abbiati della Critica Musicale Italiana de críticos italianos, y al año siguiente obtuvo el premio Arturo Toscanini.
En 1991, la Asociación de Críticos de Música y Teatro Franceses lo nombró "Artista del año" y en 1992 recibió la Legión de Honor por sus contribuciones a la Ópera de París. Graba exclusivamente para la Deutsche Grammophon desde 1990, y muchos de sus discos han ganado premios internacionales. Estos incluyen la Sinfonía Turangalila y Éclairs sur l'au-delà... de Messiaen, Otelo de Verdi, la Sinfonía fantástica de Berlioz, Scheherezade de Rimski-Kórsakov, El pájaro de fuego de Stravinsky, Lady Macbeth de Mtsensk de Shostakóvich con la Orquesta de la Ópera de la Bastilla; una serie de sinfonías y serenatas de Dvořák con la Orquesta Filarmónica de Viena, una serie dedicada a la música sacra con la Orquesta de la Academia Nacional de Santa Cecilia, incluyendo la grabación de los réquiems de Duruflé y Fauré con Cecilia Bartoli y Bryn Terfel.
En 1995 fue honrado tres veces en el evento francés Victoires de la musique de la música clásica, y fue también nombrado Meilleur Chef d'Orchestre de l'Année (mejor director de orquesta del año). Dirigió el estreno mundial de la última obra de Messiaen: el Concert à quatre para cuatro solistas (piano, violonchelo, oboe, flauta) y orquesta, la cual el compositor ha dedicado a Chung y a la Orquesta de la Bastilla. Ha sido el Consejero Artístico Especial de la Orquesta Filarmónica de Tokio desde 2001. Chung también ha sido distinguido con la Orden al Mérito Cultural o Medalla Geum-gwan (corona dorada) 금관장, por su contribución a la vida musical coreana y fue nombrado "Hombre del año" por la UNESCO. Sirvió como embajador para el Programa de Control de Drogas en las Naciones Unidas y fue el embajador Cultural Honorario de Corea, el primero en la historia del gobierno coreano. Desde 1997 ha sido el director musical de la Orquesta Filarmónica de Asia, desde 2000 el director musical de la Orquesta Filarmónica de Radio Francia, desde 2001 el Consejero Artístico Especial de la Orquesta Filarmónica de Tokio y desde 2006 el director de arte y director de orquesta principal de la Orquesta Filarmónica de Seúl.
En abril de 2011, la Filarmónica de Seúl fue la primera orquesta asiática en firmar un contrato con una casa discográfica principal, al comprometerse a realizar 10 CDs para Deutsche Grammophon. Chung se convirtió en el primer director de orquesta invitado principal en la historia de la Staatskapelle de Dresde comenzando en la temporada 2012/2013. Fue nombrado director honorario de la Orquesta Filarmónica de Radio Francia al acabar su mandato, en 2015, y también se le ha nombrado en 2023 Director Emérito de la orquesta Filarmónica della Scala.
En septiembre de 2011, Chung hizo una visita cultural de apertura a Pionyang, Corea del Norte, y regresó con un acuerdo para formar una orquesta formada por músicos de Corea del Norte y del Sur.
Como anécdota, él mismo esculpe sus propias batutas con la madera de los olivos de Provenza.

## Discografía parcial
- Bacalov: Misa Tango, Tangosaín - Piazzolla: Adiós Nonino, Libertango - Ciro Visco/Coro dell'Accademia di Santa Cecilia/Hèctor Ulises Passarella/Luis Bacalov/Maria Ana Martínez/Myung-whun Chung/Orchestra dell'Accademia di Santa Cecilia/Plácido Domingo, 2000 Deutsche Grammophon
- Beethoven: Triple Concerto - Romance in E Minor - Violín Romances, Op. 40 & 50 - Myung-whun Chung/Philharmonia Orchestra, 1998 Deutsche Grammophon
- Beethoven, Concerto n.º 5 "Emperor" & Symphony n.º 5 - Seul Philharmonic Orchestra/Myung-whun Chung/Sun-Wook Kim, 2013 Deutsche Grammophon
- Beethoven, Sinf. n. 9 - Chung/Seoul PO/Kim/Yang/ Kang/Youn, 2012 Deutsche Grammophon
- Berlioz, Sinfonía fantastica/Benvenuto Cellini ouverture/Le Corsaire/Pantomima da Les Troyens - Chung/Orch. Opéra Bastille, 1993 Deutsche Grammophon
- Berlioz, La Damnation de Faust - Anne Sofie von Otter/Bryn Terfel/Myung-whun Chung/Philharmonia Orchestra/Victor von Halem, 1998 Deutsche Grammophon
- Berlioz, Harold en Italie - Orchestre de la Bastille/Myung-whun Chung/Laurent Verney, 1996 Deutsche Grammophon
- Berlioz & Debussy: Orchestra Pieces - Béatrice Uria-Monzon/Orchestre philharmonique de Radio France/Myung-whun Chung, 2009 Decca
- Bizet, Suites Arlesiana/Suites Carmen/Jeux - Chung/Orch. Opéra Bastille, 1991 Deutsche Grammophon
- Dutilleux, Cello & Violin Concertos - Myung-whun Chung/Orchestre philharmonique de Radio France/Renaud Capuçon/Truls Mørk, 2002 Erato/Warner
- Dvorak, Serenades for Strings and Winds - Myung-whun Chung/Wiener Philharmoniker, 2002 Deutsche Grammophon
- Dvorak, Symphonies Nos. 6 & 8 - Myung-whun Chung/Wiener Philharmoniker, 2000 Deutsche Grammophon
- Mahler, Sinf. n. 5 - Chung/Seoul PO, 2015 Deutsche Grammophon
- Mahler, Sinf. n. 9 (Live, 29/08/2013, Seoul Center Concert Hall) - Chung/Seoul PO, 2015 Deutsche Grammophon
- Messiaen, Musiche per orchestra - Boulez/Chung/Thibaudet/Chailly, 1993/2008 Deutsche Grammophon
- Messiaen, Quatuor pour la fin du temps - Shaham/Meyer/Wang/Chung, 1999 Deutsche Grammophon
- Messiaen, Sinf. turangalila - Loriod/Chung/Orch. Bastille, 1990 Deutsche Grammophon
- Messiaen, Concert à quatre - Les Offrandes oubliées - Le Tombeau resplendissant - Un Sourire - Myung-whun Chung/Orchestre de la Bastille, 1995 Deutsche Grammophon
- Messiaen, La Transfiguration de Notre - Seigneus Jésus - Christ - Myung-whun Chung/Orchestre philharmonique de Radio France, 2002 Deutsche Grammophon
- Messiaen: Trois petites liturgies, Couleurs de la Cité Céleste, Hymne au Saint-Sacrament - Orchestre philharmonique de Radio France/Myung-whun Chung, 2008 Deutsche Grammophon
- Messiaen, Garden of Love's Sleep - Daniel Barenboim/Olivier Latry/Orchestre de la Bastille/Myung-whun Chung, 2008 Deutsche Grammophon
- Messiaen, Et Exspecto Resurrectionem Mortuorum - Orchestre philharmonique de Radio France/Myung-whun Chung, 2009 Decca
- Messiaen, Des Canyons aux étoiles - Myung-whun Chung/Orchestra Philharmonic De Radio France/Roger Muraro, 2002 Deutsche Grammophon
- Messiaen, Illuminations of the Beyond - Orchestre de la Bastille/Myung-whun Chung, 1994 Deutsche Grammophon
- Messiaen: Trois petites liturgies, Couleurs de la Cité Céleste, Hymne au Saint-Sacrament - Orchestre philharmonique de Radio France/Myung-whun Chung, 2008 Deutsche Grammophon
- Prokófiev, Romeo and Juliet - Excerpts from Suites Nos. 1-3 - Myung-whun Chung/Royal Concertgebouw Orchestra, 1994 Deutsche Grammophon
- Rimski-Kórsakov Stravinsky, Shéhérazade/El Pájaro de Fuego - Chung/Orch. Opéra Bastille, Deutsche Grammophon
- Rossini, Stabat Mater - Chung/Bartoli/Orgonasova, Deutsche Grammophon
- Saint-Saëns, Samson et Dalila - Myung-whun Chung, 1992 EMI
- Saint-Saëns: Symphony n.º 3 "Organ" 7 Messiaen: L'Ascension - Michael Matthes/Myung-whun Chung/Orchestre de l'Opéra Bastille, 1993 Deutsche Grammophon
- Shostakovich, Lady Macbeth of Mtsensk District - Aage Haugland/Kurt Moll/Maria Ewing/Myung-whun Chung/Orchestre de la Bastille/Philip Langridge/Sergej Larin, 1993 Deutsche Grammophon
- Shostakovich, Symphony n.º 4 - Myung-whun Chung/Orquesta de Filadelfia, 2002 Deutsche Grammophon
- Stravinsky, The Firebird (Ballet Suite) - Orchestre de l'Opéra Bastille/Myung-whun Chung, 2009 Deutsche Grammophon
- Chaikovski: Sinfonía n.º 6 "Patética" - Rajmáninov: Vocalise - Seul Philharmonic Orchestra/Myung-whun Chung, 2012 Deutsche Grammophon
- Verdi, Otello - Myung-whun Chung/Plácido Domingo, 1994 Deutsche Grammophon
- Battle, Arie d'opera francesi - Battle/Chung/Opèra Bastille, 1995 Deutsche Grammophon
- Bocelli, Sacred Arias
- A Hymn for the World - Andrea Bocelli/Cecilia Bartoli/Coro dell'Accademia di Santa Cecilia/Myung-whun Chung/Norbert Balatsch/Orchestra dell'Accademia di Santa Cecilia, 1997 Deutsche Grammophon
- Voices from Heaven - Andrea Bocelli/Bryn Terfel/Cecilia Bartoli/Coro dell'Accademia di Santa Cecilia/Myung-whun Chung/Orchestra dell'Accademia di Santa Cecilia, 1998 Deutsche Grammophon
- Cecilia Bartoli - Chant d'Amour - Cecilia Bartoli/Myung-whun Chung, 1996 Decca
- Cecilia & Bryn: Duets - Bryn Terfel/Cecilia Bartoli/Myung-whun Chung/Orchestra dell'Accademia di Santa Cecilia, 1999 Decca
- Ben Heppner, French Opera Arias - Ben Heppner/London Symphony Orchestra/Myung-whun Chung, 2002 Deutsche Grammophon
- Te Kanawa Sings Italian Opera Arias - Dame Kiri Te Kanawa/London Symphony Orchestra/Myung-whun Chung, 1990 EM

### Selección de registros del Chung Trío
| Año  | Detalles de álbum                                              | Discográfica        |
| ---- | -------------------------------------------------------------- | ------------------- |
| 1986 | Dvořák: Tríos de piano n.os 1 y 3                              | Decca               |
| 1987 | Mendelssohn: Trío de piano n.º 1 / Brahms: Trío de Piano n.º 1 | Decca               |
| 1988 | Chaikovski: Trío de Piano/ Shostakovich: Trío del Piano n.º 1  | EMI                 |
| 1988 | Beethoven: Triple Concierto; Dos Romanzas                      | Deutsche Grammophon |
| 1992 | Beethoven: Tríos de Piano n.os 4 y 7 «Archiduque»              | EMI                 |

## Honores
- Legión de Honor, 1992[11]
- Orden al Mérito Cultural, 1996[11]
- Premio Ho-Am en las Artes, 1997
- Orden de las Artes y las Letras, Commandeur, 2011